# Bulla gouldiana
Bulla gouldiana is een slakkensoort uit de familie van de Bullidae. De wetenschappelijke naam van de soort werd in 1895 voor het eerst geldig gepubliceerd door Henry Augustus Pilsbry.